# Phoma tropica
Phoma tropica är en lavart som beskrevs av R. Schneid. & Boerema 1975. Phoma tropica ingår i släktet Phoma, ordningen Pleosporales, klassen Dothideomycetes, divisionen sporsäcksvampar och riket svampar.   Inga underarter finns listade i Catalogue of Life.